# 李畿嗣
李畿嗣（1532年—？），字明卿，號九嶷，湖广蕲水（今湖北浠水）人，明朝政治人物，同進士出身。

## 生平
嘉靖三十七年（1558年）戊午科湖廣鄉試第六名，嘉靖四十一年，登進士第三甲第一百五十名。歷官江西廣信府推官、工部營膳司主事、浙江衢州府推官、福建漳州府同知等職。万历二年（1574年）担任广东惠州府知府。主筑城之事。官至廣東按察使司監軍副使。

## 家族
曾祖父李宗本、祖父李大睦、父親李美。母何氏。慈侍下。